# Wilhelm Grube
Wilhelm Grube, född den 17 augusti 1855 i Sankt Petersburg, Kejsardömet Ryssland, död den 2 juli 1908 i Berlin, var en tysk sinolog.
År 1880 promoverades han i Leipzig till filosofie doktor. Han verkade sedan som konservator och museiman i Petersburg och Berlin, där han 1892 blev extra ordinarie professor i kinesisk och manchuisk grammatik. 
Gruber offentliggjorde bland annat Die sprachgeschichtliche Stellung des Chinesischen (1881), Die Sprache und Schrift der Jucen (1896), Pekinger Totengebräuche (1898), Zur Pekinger Volkskunde (1901), Geschichte der chinesischen Litteratur (1902).